# مات جونسون (مقدم تلفزيوني)
مات جونسون (بالإنجليزية: Matt Johnson)‏ هو مقدم تلفزيوني بريطاني، ولد في 18 نوفمبر 1982 في Caerphilly ‏ في المملكة المتحدة.

## وصلات خارجية
- مات جونسون على موقع IMDb (الإنجليزية)